# Ismaila belciki
Ismaila belciki är en kräftdjursart som beskrevs av Ho 1987. Ismaila belciki ingår i släktet Ismaila och familjen Splanchnotrophidae. Inga underarter finns listade i Catalogue of Life.